# Montemezzo
Montemezzo ist eine norditalienische Gemeinde (comune) mit 200 Einwohnern (Stand 31. Dezember 2023) in der Lombardei in der Provinz Como.

## Geographie
Die Gemeinde liegt etwa 46,5 Kilometer nordnordöstlich von Como nahe dem Comer See und grenzt unmittelbar an die Provinz Sondrio. 
Die Nachbargemeinden sind: Gera Lario, Samolaco (SO), Sorico, Trezzone und Vercana.

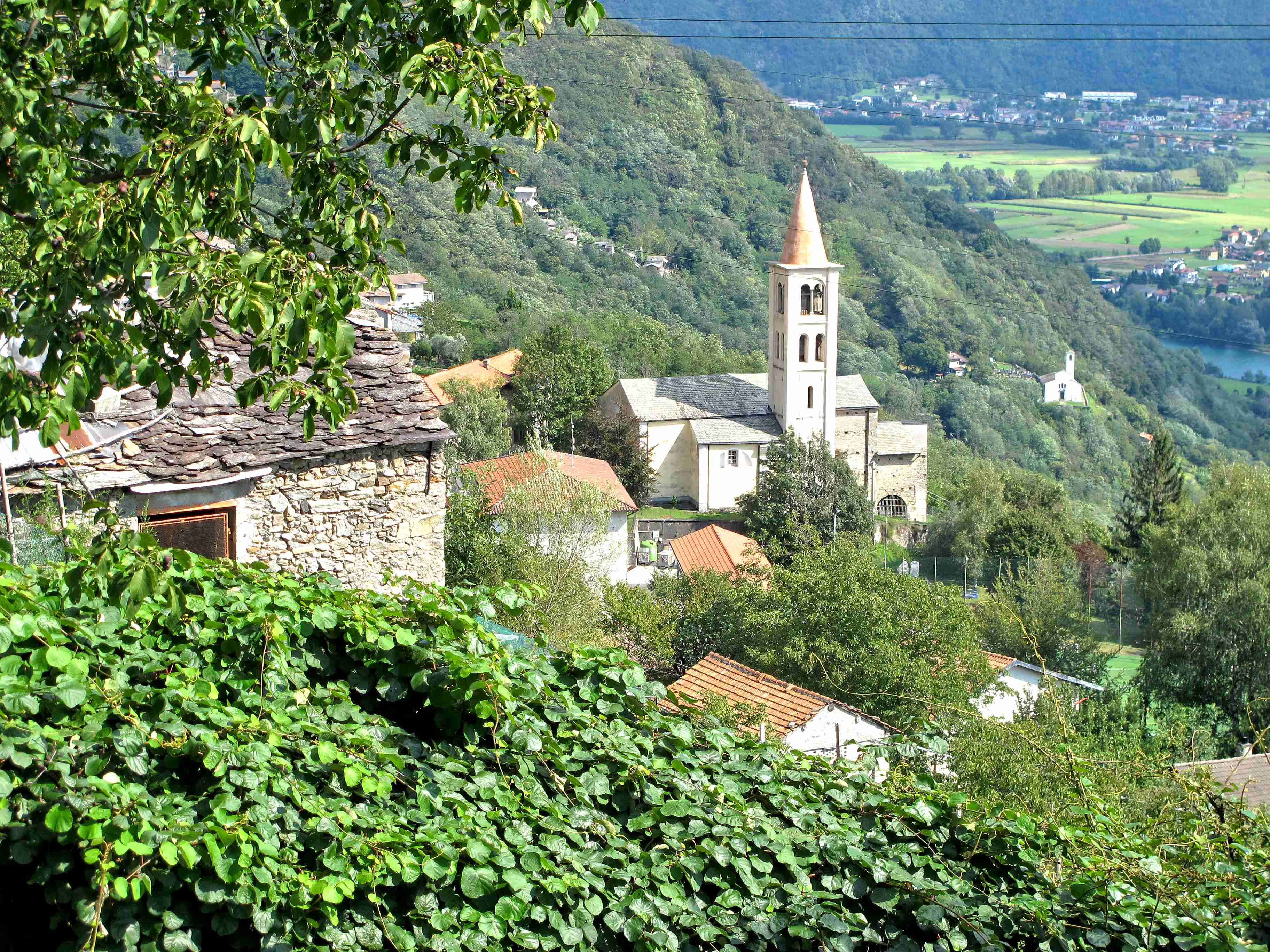
Pfarrkirche San Martino di Tours

## Bevölkerung
| Bevölkerungsentwicklung | Bevölkerungsentwicklung | Bevölkerungsentwicklung | Bevölkerungsentwicklung | Bevölkerungsentwicklung | Bevölkerungsentwicklung | Bevölkerungsentwicklung | Bevölkerungsentwicklung |
| ----------------------- | ----------------------- | ----------------------- | ----------------------- | ----------------------- | ----------------------- | ----------------------- | ----------------------- |
| Jahr                    | 1751                    | 1771                    | 1805                    | 1809                    | 1853                    | 2019                    | 2020                    |
| Einwohner               | 195                     | 263                     | 309                     | 291                     | 395                     | 221                     | 223                     |

## Sehenswürdigkeiten
- Pfarrkirche San Martino di Tours, die in der ersten Hälfte des fünfzehnten Jahrhunderts erbaut wurde, wurde im Jahr 1595 einer umfassenden Renovierung unterzogen. Der Apsisbereich beherbergt eine Kreuzigung und ein Jüngstes Gericht, Fresken aus dem späten 16. Jahrhundert, die Aurelio Luini zugeschrieben werden. Die didaktischen Fresken Kampf des Glaubens gegen die Häresie und Fest des Rosenkranzes mit der Madonna, dem Kind und dem heiligen Dominikus, die während der Gegenreformation gemalt wurden, stammen von Giovanni Battista della Rovere genannt Fiammenghino.[2][3]
- Oratorium San Lorenzo (1900) im Ortschaft Montalto in Panoramalage auf dem oberen Comer See gelegen[4]